# Príles
Príles (węg. Prilesz) jest częścią miejscowości Trenčianska Teplá. Położony jest między Dubnicą nad Váhom i Trenčianską Teplą.

## Historia
Pierwsza pisemna wzmianka pochodzi z 1351. Osada należała m.in. do rodzin Prileszky, Maryássy, Gabriyovics.